# گردنه قوچک
گردنهٔ قوچک گردنه‌ای است در شهرستان شمیرانات در استان تهران که در مرتفع‌ترین نقطه جاده لشکرک قرار داشته و شمیران و تهرانپارس را به ۲ بخش لواسان و رودبار قصران متصل می‌سازد. پارک جنگلی قوچک و پاسگاه نیروی انتظامی قوچک در این محل قرار دارند.
بالای این گردنه محل تلاقی سربالایی تهرانپارس (در امتداد بلوار استخر) و مسیر مینی‌سیتی به قوچک می‌باشد که در انتهای مسیر مارپیچ گردنه به سمت محله لشگرک رودبار قصران می‌رسد و از آنجا، راه دو شعبه می‌شود. شعبه‌ای به سمت مرکز شهر لواسان می‌رود و شعبه دیگر نیز مسیر زردبند - فشم است.